# ELKO EP
ELKO EP, s.r.o. je česká elektrotechnická firma, založená v roce 1993 Jiřím Konečným. Od svého založení sídlí ve městě Holešov ve Zlínském kraji. Řadí se mezi přední výrobce elektronických přístrojů, především relé,[ujasnit] kterých vyrábí přes 200 typů a vyváží do více než 70 zemí.[zdroj?]
iNELS jako produkt firmy ELKO EP existuje od roku 2007, kdy začal vyvíjet a vyrábět inteligentní elektroinstalace pro domy a budovy s názvem Smart Home & Building Solutions. Dnes se zaměřuje na řešení pro všechny typy budov, od rodinných domků přes restaurace až po velké světové hotely.

## Historie
V roce 1997 Jiří Konečný oficiálně založil firmu ELKO EP, o pět let později vznikla první zahraniční pobočka na Slovensku a s ní první exportní zákazníci. V roce 2005 se přestěhovala do nových administrativních a výrobních prostor v Holešově, kde sídlí dodnes. V té době také vznikly další dvě pobočky v Polsku a Maďarsku.
Od roku 2006 se ELKO EP soustředí na chytré elektroinstalace, vyvíjející a vyrábějící pod názvem iNELS. Během následujících deseti let se společnost rozrostla do dalších zemí, otevřela vlastní zkušebnu a uvedla nová řešení pro Internet věcí (IoT = Internet of Things) a Smart City.[zdroj?]
Na začátku roku 2020 se součástí ELKO EP stala také společnost iNELS Air, jež se zabývá výhradně rozvojem produktů určených pro Internet věcí. Ve stejném roce se ELKO EP stalo také oficiálním partnerem nejvyšší české fotbalové soutěže (FORTUNA:LIGA).

## Produkty
Hlavním produktem firmy jsou elektronická relé, kterých firma vyrábí přes dvě stě druhů – její repertoár zahrnuje časová, monitorovací a paměťová relé, termostaty, hladinové a soumrakové spínače, stmívače a další.
Dále dodává chytré elektroinstalace, které vyrábí dceřiná společnost iNELS. Po prvotním iNELS systému založeném na sběrnicích brzy následoval také bezdrátový iNELS RF Control, systémy pro hotely nebo chytrá města.[zdroj?] Další součástí jsou produkty pro Internet věcí, LED osvětlení, zařízení pro ovládání audia/videa nebo designové rámečky značky Logus.

## Pobočky
Aktuálně[kdy?] působí ELKO EP ve třinácti zemích po celém světě. Kromě evropských destinací, mezi které se řadí Maďarsko, Polsko, Německo, Slovensko, Španělsko, Chorvatsko, Rakousko, Ukrajina, Pobaltí a Rusko, má ELKO EP pobočky ještě v Dubaji, Spojených státech, Indii a Kuvajtu. Obchodní zastoupení má firma také v Turecku, Íránu, Saúdské Arábii a Egyptě.[zdroj?]